# Gen Re
Gen Re est une société de réassurance dans les domaines Dommages/Responsabilité Civile et Vie/Santé active dans le monde entier qui offre toute une gamme de produits et de services. Réassureur direct, la société est représentée sur tous les principaux marchés mondiaux de la réassurance, grâce à un réseau de plus de 40 succursales. Gen Re fait partie du groupe de sociétés Berkshire Hathaway Inc.
Notes de la solidité financière des activités de réassurance de Gen Re :
- A.M. Best: A++ (Superior)[3]
- Standard & Poor's Claims Paying Ability Rating: AA+[4]

General Re Corporation est la société holding pour les activités mondiales de réassurance et les activités connexes de Gen Re. Elle détient General Reinsurance Corporation, General Re Life Corporation et General Reinsurance AG, les réassureurs directs qui exercent les activités commerciales en tant que Gen Re. En outre, les sociétés d’assurance, de réassurance et d’investissement du groupe General Re incluent : Gen Re Intermediaries, GR-NEAM, General Star, Genesis, USAU et Faraday.

## Histoire
General Reinsurance Corporation a été fondée en 1921 sous le nom de General Casualty and Surety Reinsurance Corporation, avant de reprendre les activités aux États-Unis de Norwegian Globe Insurance Company, société norvégienne dont le siège était à Christiania.
En 1923, des investisseurs américains ont acquis la société et l’ont renommée General Reinsurance Corporation.
En 1929, General Reinsurance a déclaré qu’elle ne proposerait que des services de réassurance directe. En 1945, General Reinsurance a fusionné avec Mellon Indemnity Corporation. En 1954, la société a créé la première division de réassurance facultative professionnelle pour les risques de responsabilité civile. La division de réassurance facultative pour les risques de dommages a suivi, début 1956. C’est également à cette époque que la société a ouvert des bureaux en Amérique du Nord. Dans les années 1950, General Reinsurance a commencé à proposer ses services de réassurance au niveau international, se développant ensuite dans ce secteur dans les années 1960 et 70. En 1980, General Re Corporation, société mère, a été cotée à la Bourse de New York.
En 1994, General Reinsurance Corporation s’est alliée avec Cologne Re (Kölnische Rückversicherungs-Gesellschaft, fondée en 1846), aujourd’hui dénommée General Reinsurance AG. En 1998, Berkshire Hathaway Inc. a acquis General Re Corporation. En 2003, General Reinsurance Corporation et Cologne Re ont commencé à opérer sous la dénomination de Gen Re.
En 2009, General Reinsurance Corporation a procédé à l’acquisition définitive de Cologne Re, qui a été renommée General Reinsurance AG en 2010. La société continue ses activités sous la dénomination de Gen Re.

## Activités
Les réassureurs « assurent les sociétés d’assurance », c’est-à-dire qu’ils s’engagent à prendre en charge un pourcentage des sinistres de la société d’assurance en contrepartie du règlement d’un pourcentage de la prime qu’elle perçoit sur les polices couvrant ces sinistres.
En qualité de réassureur direct, Gen Re propose des solutions de réassurance aux sociétés dans tous les secteurs de l’industrie de l’assurance, à la fois par le biais de traités et de la réassurance facultative. En Amérique du Nord Gen Re souscrit la réassurance des risques Dommages/RC par l’intermédiaire de General Reinsurance Corporation et au niveau international par l’intermédiaire de General Reinsurance AG, qui est implantée en Allemagne et par l’intermédiaire d’autres entreprises affiliées détenues à 100 %. En Amérique du Nord, Gen Re souscrit la réassurance des risques Vie/Santé par l’intermédiaire de General Re Life Corporation et au niveau international par l’intermédiaire de General Reinsurance AG.

## Bureaux
Le siège social de Gen Re est situé à Stamford. Des succursales et des filiales sont implantées dans le monde entier :
En Amérique du Nord, Gen Re est également présente dans les villes suivantes : Atlanta, Boston, Charlotte, Chicago, Columbus, Dallas, Hartford, Kansas City, Los Angeles, Montréal, New York, Philadelphie, San Francisco, Seattle, South Portland, St. Paul et Toronto.
Gen Re est également présente en Amérique latine (Mexico, São Paulo), en Europe/au Moyen-Orient (Beyrouth, Cologne, Copenhague, Londres, Madrid, Milan, Moscou, Paris, Riga, Varsovie, Vienne), en Afrique (Le Cap, Johannesburg), en Asie (Pékin, Hong Kong, Mumbai, Séoul, Shanghai, Singapour, Taipei, Tokyo) et en Australasie (Auckland, Melbourne, Sydney).